# Safran Electronics & Defense
Ne pas confondre avec Sagemcom ou l’ancienne Sagem (1925 à 2005).
Safran Electronics & Defense, anciennement Sagem Défense Sécurité est une entreprise française spécialisée dans les systèmes optroniques, avioniques et électroniques ainsi que dans les logiciels critiques pour applications civiles et militaires dans les domaines aéronautique, terrestre, naval et spatial. C’est l’une des dix entités du groupe Safran.

## Historique

logo de 2010 à 2016.

La Société d’applications générales d’électricité et de mécanique (SAGEM) est créée en 1925. Ses produits vont de la centrale inertielle au télécopieur. Sagem réalise par ailleurs des équipements de précision pour la Marine nationale : gyrocompas, postes de direction de tir, équipements électro-optiques.
En 1999, la société de fabrication d’instruments de mesure (SFIM), possédant un établissement à Dijon, est absorbée par Sagem. Celui-ci appartenait de 1964 à 1991 à la SOPELEM (Société Optique, Précision, Electronique et Mécanique), et auparavant de 1934 à 1964 à la SOM-Berthiot (Société d'Optique et de Mécanique de Haute Précision) qui avait racheté les usines dijonnaises avenue Stalingrad et rue Nicolas-Berthot du fabricant d'objectifs de projection et de photographie Hermagis.
En 2005, Sagem fusionne avec la Société nationale d'étude et de construction de moteurs d'aviation (SNECMA) pour constituer le groupe Safran. Certaines activités de Sagem sont intégrées à la société Sagem Défense Sécurité. Les autres, autour des télécommunications ou de la sécurité, sortent progressivement du groupe Safran (aujourd’hui Sagemcom, Mobiwire et Idemia). La même année, l'établissement de Valence, cédé par Alcatel Space et spécialisé en électronique embarquée spatiale, rejoint la Sagem.
La division Safran Electronics voit le jour en 2009, rassemblant l'ensemble des électroniciens de Safran.
En 2011, l'établissement de Tarbes, qui fabriquait des éléments du Laser Mégajoule, est cédé au groupe Alcen. La question d’une fusion ou d’échanges d’activités avec le groupe Thales est régulièrement évoquée entre 2004 et 2011,.
La même année, Thales et Sagem rachètent les parts d’Areva dans Sofradir. Cette filiale détenue à 50 % par Sagem est un leader européen des détecteurs infrarouges. En juillet, les deux sociétés annoncent la création d'OPTROLEAD, société commune détenue à parts égales dans le domaine de l'optronique.
Au 1er janvier 2012, l'établissement de Fougères, ancien site de fabrication de téléphone portable de Sagem est intégré à Sagem Défense Sécurité,,,,.
Depuis janvier 2013, l’établissement de Saint-Pierre-du-Perray devient une filiale à 100 % de Safran Electronics & Defense. Ses activités sont centrées sur l’étude et la réalisation d’optiques de hautes performances pour le spatial, l’astronomie, les lasers de haute puissance et l’industrie des semi-conducteurs.
En 2013, Sagem annonce l’ouverture d’une usine près de Casablanca (Maroc) destinée à produire des composants pour actionneurs et équipements avioniques. Le 19 mai 2016, toutes les sociétés du groupe prennent le nom Safran et Sagem celui de Safran Electronics & Defense. En fin d'année, la société regroupe ses activités de R&D et R&T du nord-ouest de Paris au sein de l'établissement d'Éragny.
En 2023, Safran se positionne pour l'acquisition des activités commandes de vol et actionnement de Collins Aerospace pour 1,8 milliard de dollars, l'achat étant finalisé en juillet 2025. Cette branche de Collins emploie 4 000 personnes sur huit sites européens (Royaume-Uni, Italie, France) et en Asie, aux États-Unis et en Inde, générant en 2024 un chiffre d’affaires de 1,55 milliard de dollars et un EBITDA de 130 millions de dollars. Ces systèmes sont intégrés à bord de 180 programmes. Au sein de Safran Electronics & Defense, la combinaison de l’expertise de Collins dans l’actionnement hydraulique et mécanique, avec le savoir-faire de Safran en actionneurs électriques et électroniques crée une synergie dans un domaine où la demande est en forte expansion. 
Ses dirigeants successifs sont : Jacques Paccard, Jean-Paul Herteman (nommé en novembre 2006), Jean-Lin Fournereaux (septembre 2007), Philippe Petitcolin (juin 2011), Bruno Even (mai 2013), Martin Sion (juin 2015) et Franck Saudo (avril 2023).

## Organisation
L’entreprise dispose aujourd'hui de plusieurs établissements et filiales en France et à l'étranger. 
| Établissement   | Activité                                                                                      | Effectif |
| --------------- | --------------------------------------------------------------------------------------------- | -------- |
| Malakoff        | Siège social                                                                                  | 386      |
| Dijon           | Fabrication d’équipements optroniques                                                         | 270      |
| Éragny          | R&T/R&D en équipements aéronautiques et optroniques                                           | 1200     |
| Fougères        | Fabrication de cartes et produits électroniques                                               | 1200     |
| Mantes-la-Ville | Fabrication d’équipements aéronautiques                                                       | 272      |
| Massy           | R&T/R&D en équipements aéronautiques et optroniques                                           | 1749     |
| Montluçon       | Fabrication d'équipements inertiels, électroniques et intégration de systèmes                 | 1400     |
| Saint-Benoît    | Fabrication d’équipements optroniques                                                         | 480      |
| Valence         | R&T/R&D en équipements électroniques critiques, électronique de puissance, micro-électronique | 150      |
| Guidel          | Fabrication d'émetteurs de localisation d'urgence                                             | 100      |

| Mantes-La-Ville Massy Boulogne-Billancourt Éragny Fougères Saint-Benoît Domérat Dijon Valence Murr Yverdon Saint-Pierre-du-Perray Heerbrugg |

### Filiales et co-entreprises
Safran Electronics & Defense possède également des filiales et des co-entreprises, ces dernières étant issues de la fusion entre Safran et Zodiac :
- Safran Electronics & Defense Australasia ; Brazil ; Canada ; Germany ; Service Asia ; Service India ; Avionnics USA
- Safran Colibrys : Yverdon (Suisse)
- Safran Optics 1 : Bedford (USA)
- Safran Vectronix : Heerbrugg (Suisse)
- Safran Reosc : Saint-Pierre-du-Perray
- Safran Electronics & Defense Actuation : Auxerre, La Courneuve
- Safran Data Systems : Colombelles, Les Ulis, La Teste-de-Buch, Norcross (Géorgie) (USA) et Bergisch Gladbach (Allemagne)
- Safran Electronics & Defense Cockpit Solutions : La Courneuve, Besançon
- Safran Spacecraft Propulsion : Vernon

## Produits
Société de haute technologie, Safran Electronics & Defense développe des solutions tant civiles que militaires pour des applications en mer, sur terre, dans les airs et dans l'espace.
Dans le domaine de l'optronique, elle est, par exemple, à l'origine du périscope non-pénétrant du sous-marin Barracuda, du système FELIN (Fantassin à équipements et liaisons intégrés), de lunettes et caméras infrarouges pour hélicoptères et chars de combat, ainsi que des systèmes des drones Sperwer, Patroller et Aarok,,.
En matière d'avionique, la société propose de nombreux équipements allant du système de commande de vol électrique de l'hélicoptère NH90 jusqu'au système d'information de l'Airbus A380, en passant par les centrales inertielles et calculateurs de régulation moteurs[réf. nécessaire].
Enfin, en ce qui concerne le spatial, Safran fabrique des optiques spatiales haute performance embarquées sur des satellites comme MeteoSat et Gaïa.

## Galerie

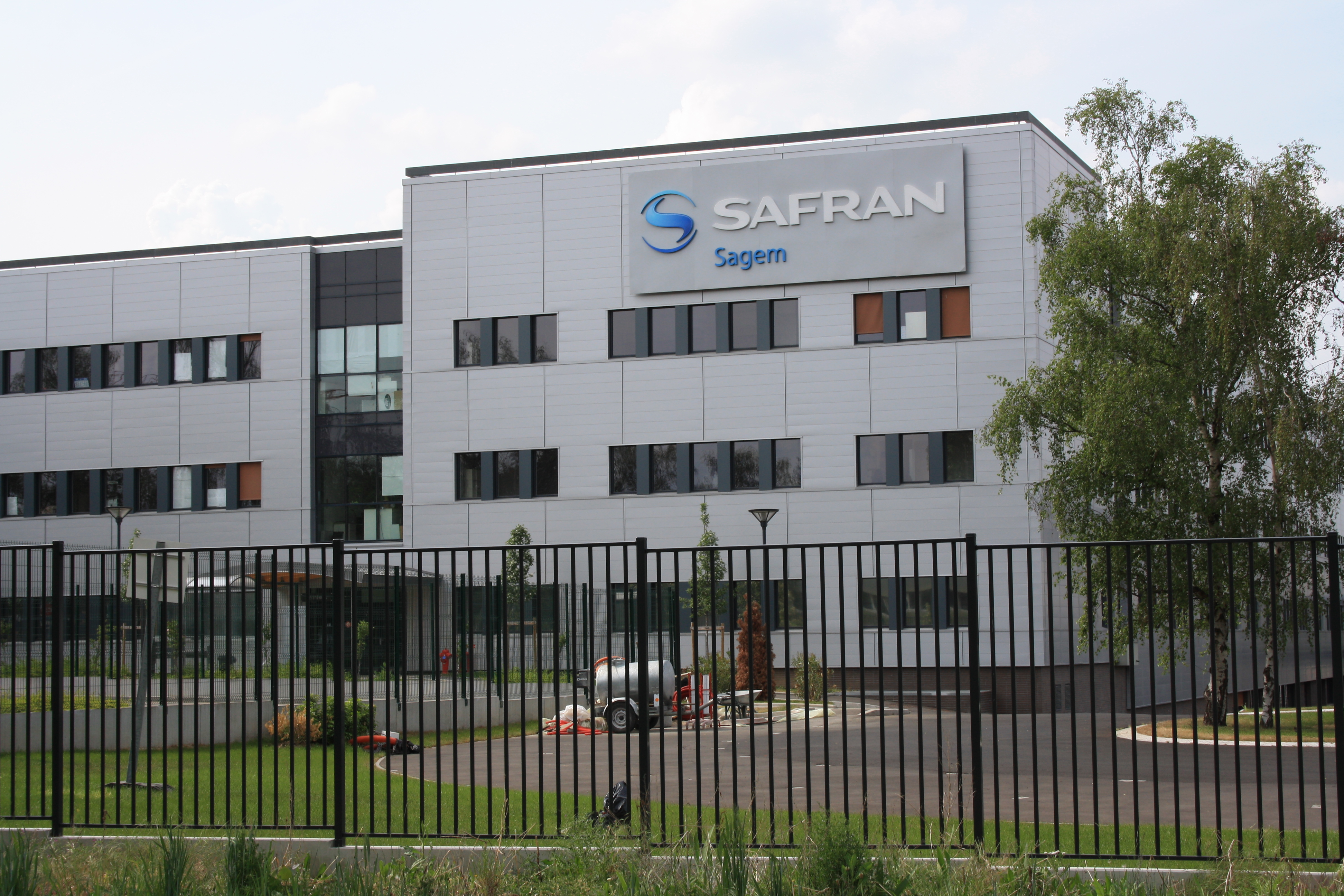
Centre de Massy
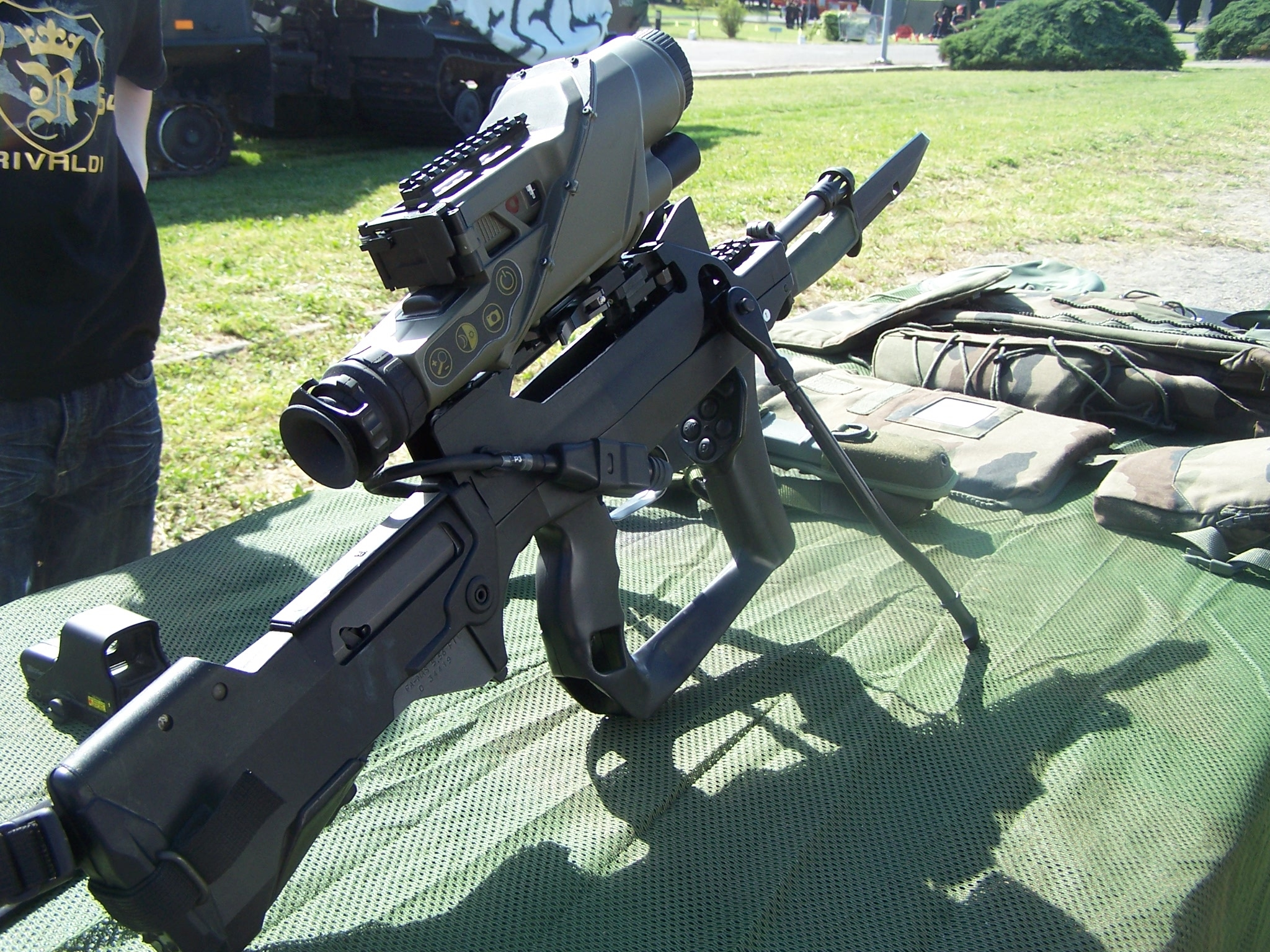
Lunette infrarouge du fusil FA-MAS (système FELIN)
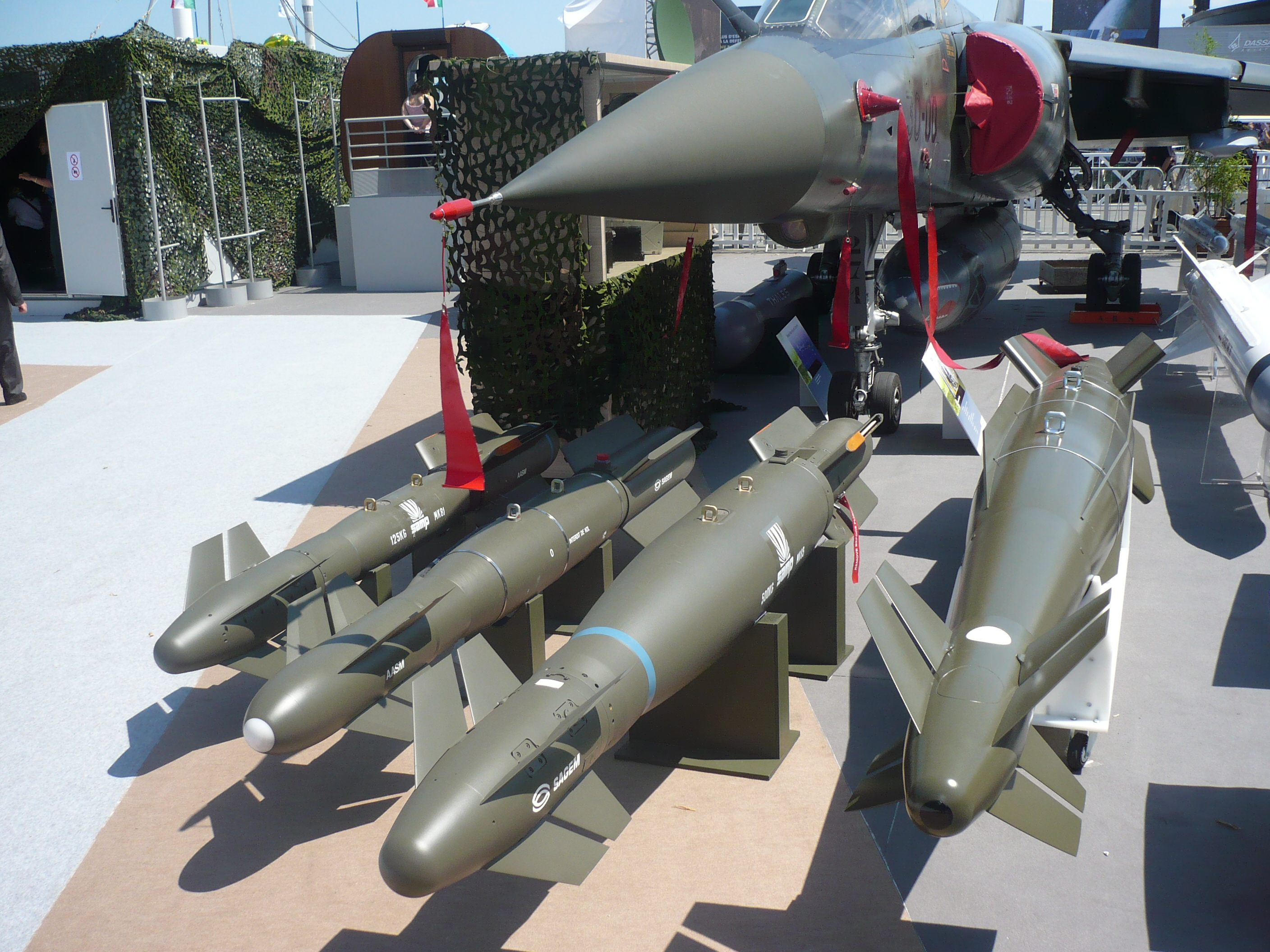
Des AASM
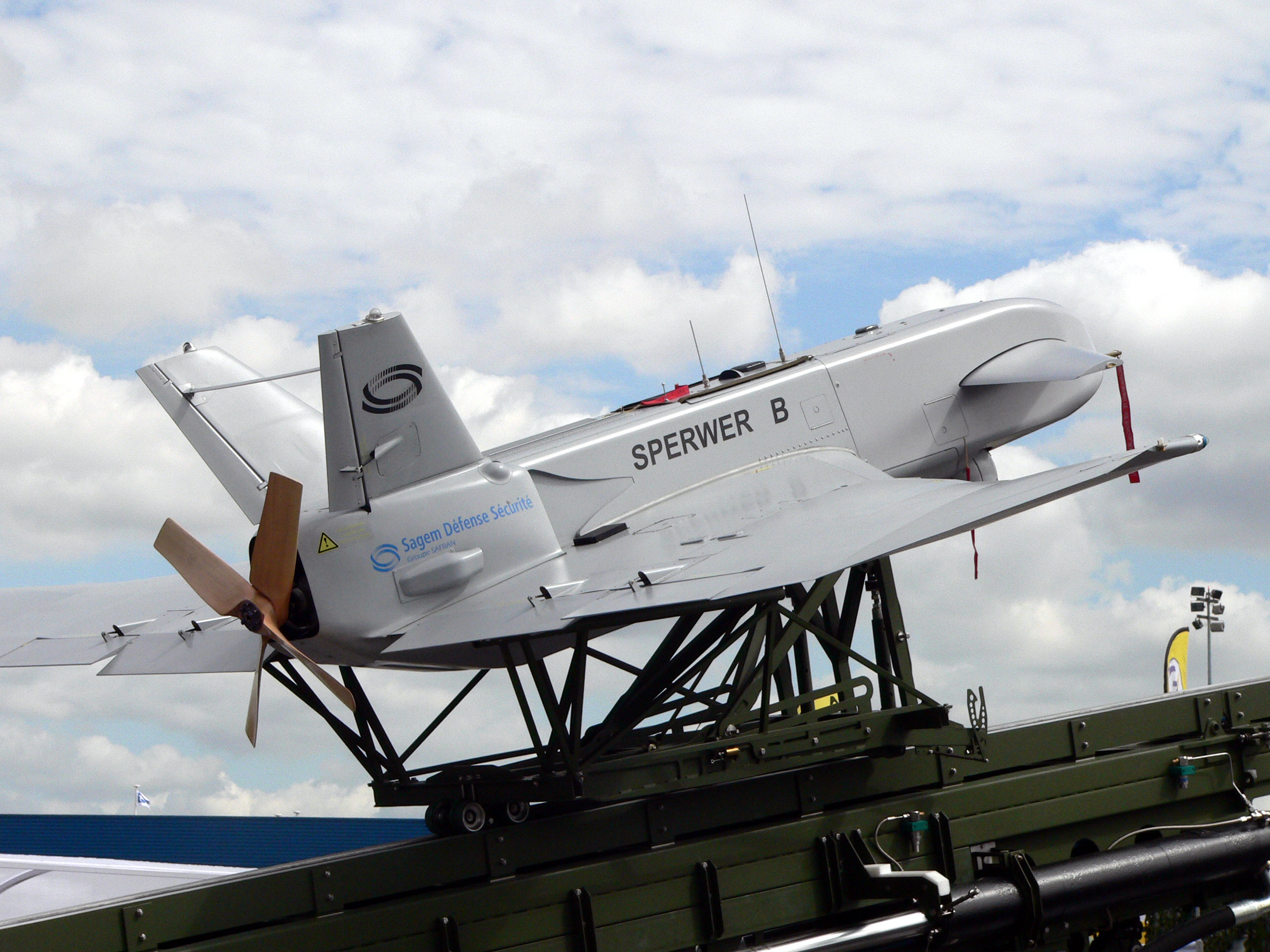
Drone Sperwer
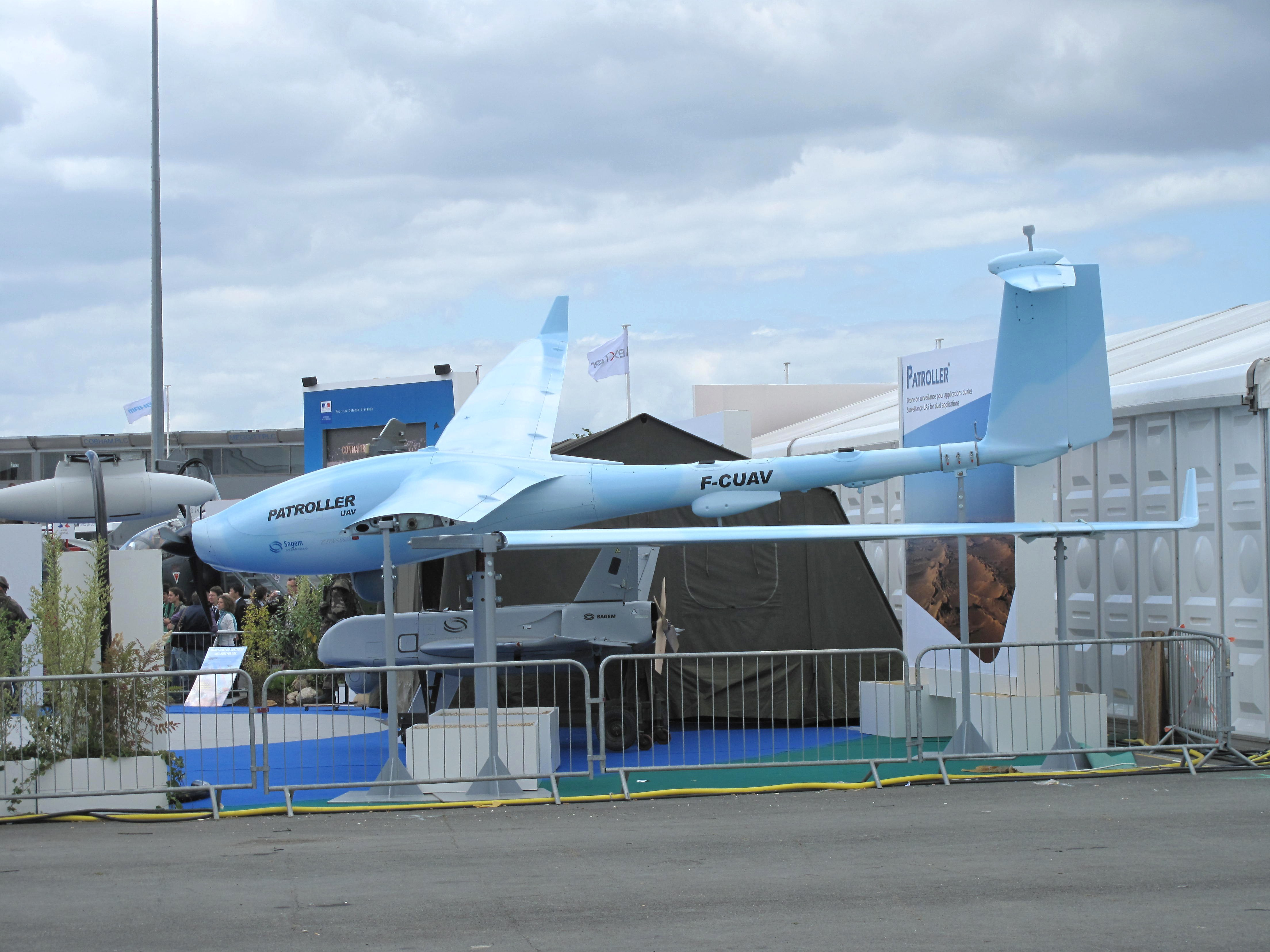
Drones Patroller et Spewer
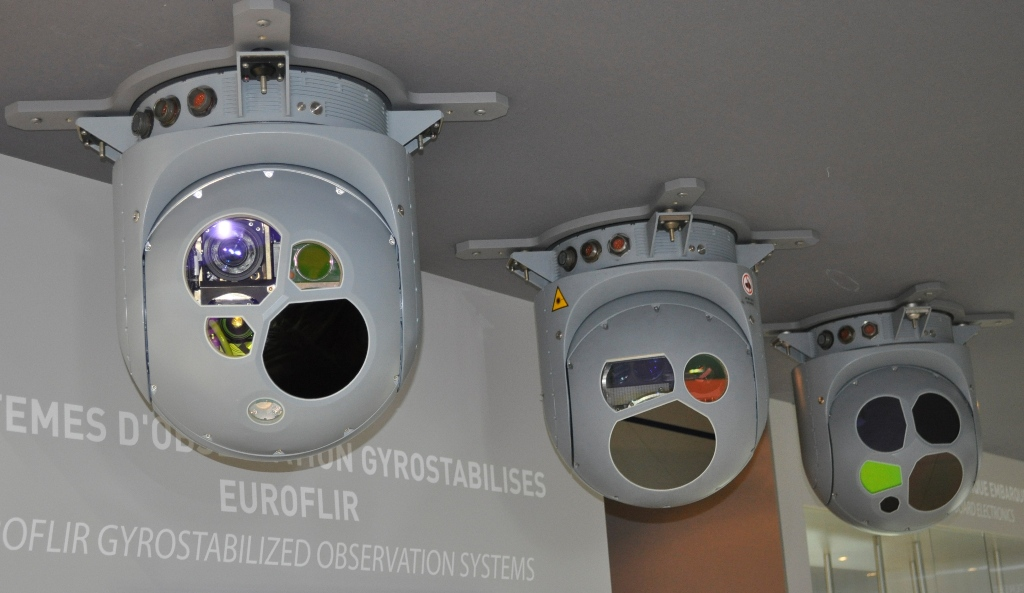
Systèmes d’observation gyrostabilisés Euroflir
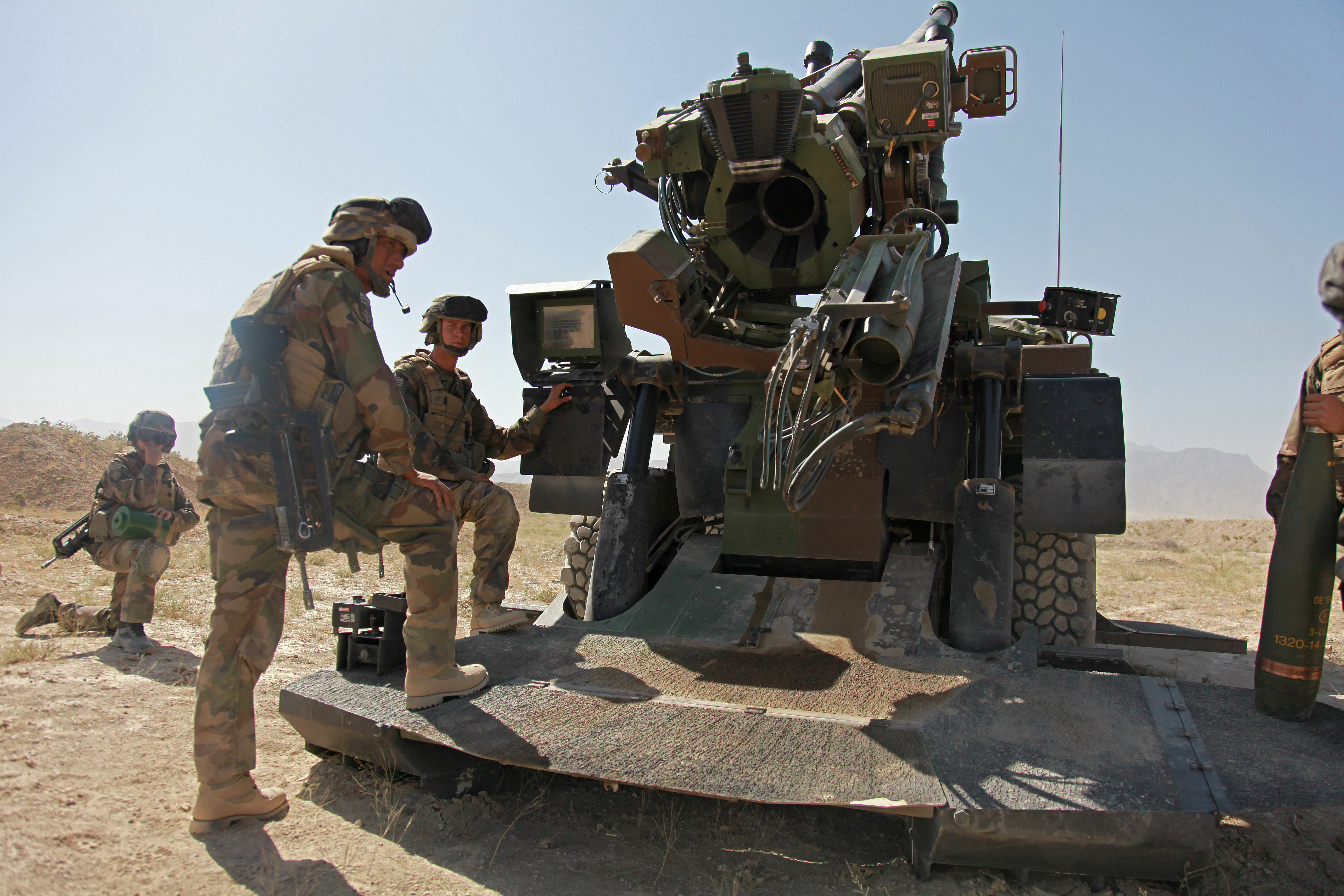
Centrale inertielle SIGMA 30 et calculateur BIHM30 pour le CAESAR
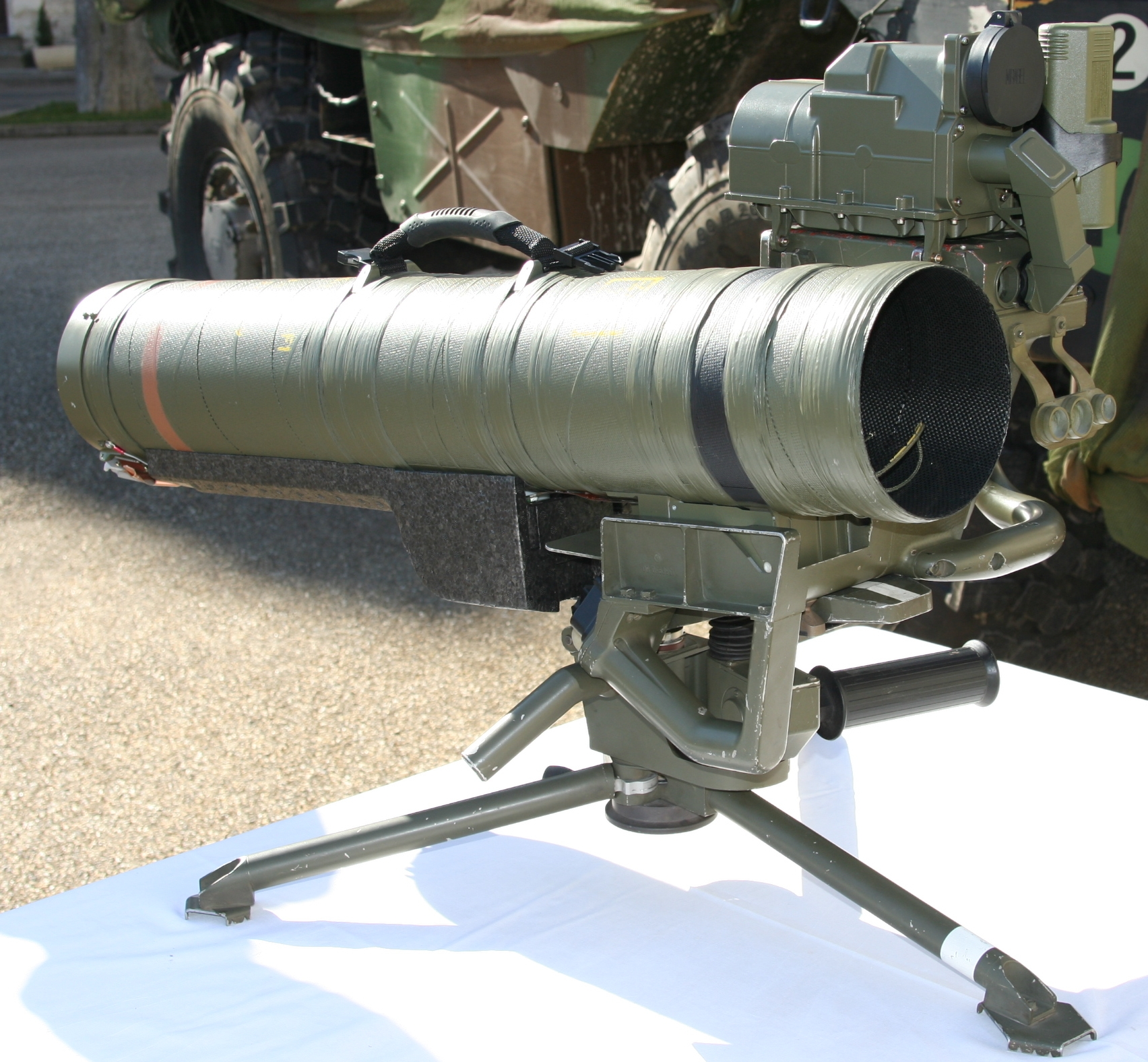
Poste de tir de l’Eryx avec son viseur infrarouge
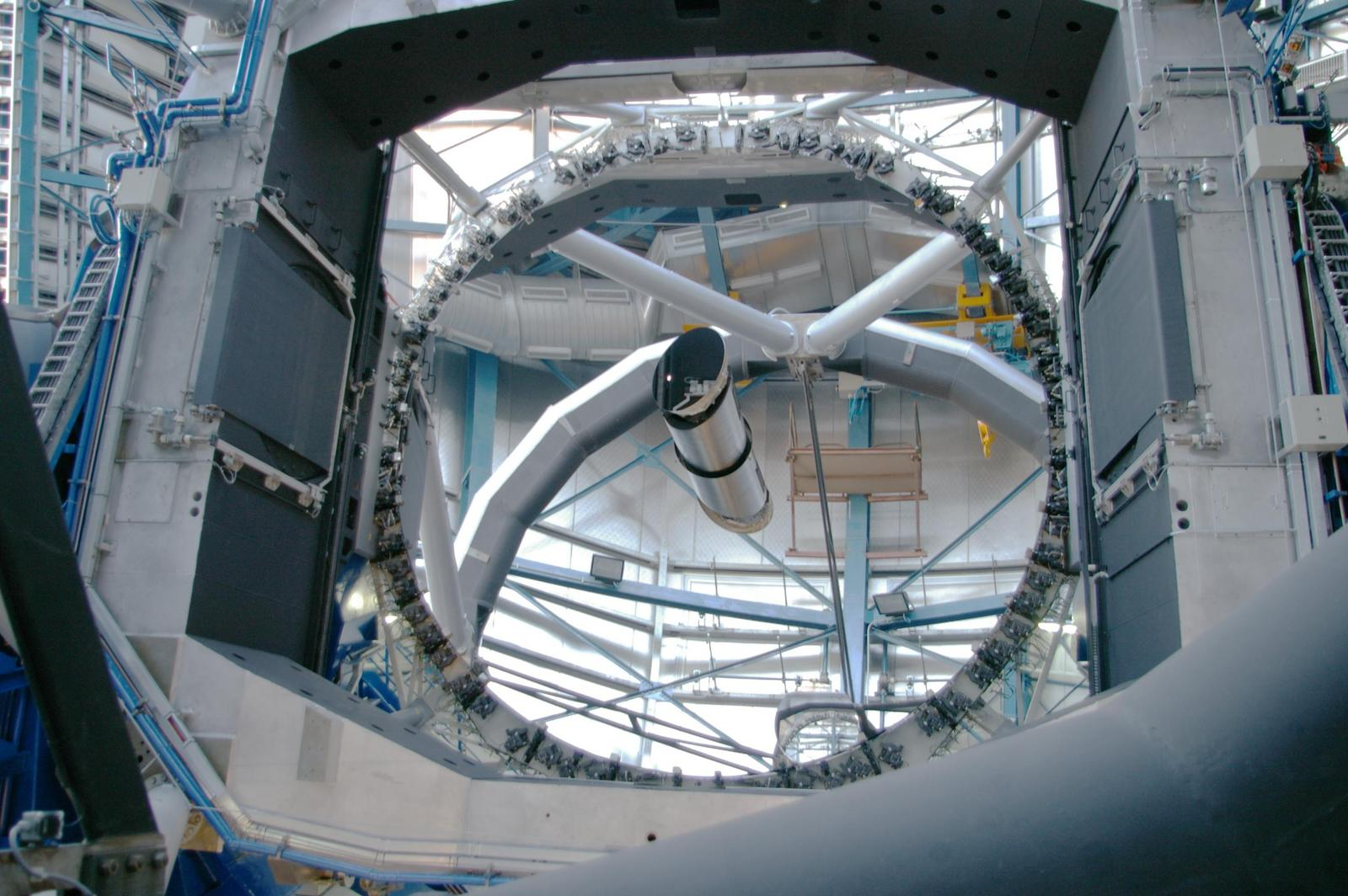
L’un des miroirs primaires du Very Large Telescope
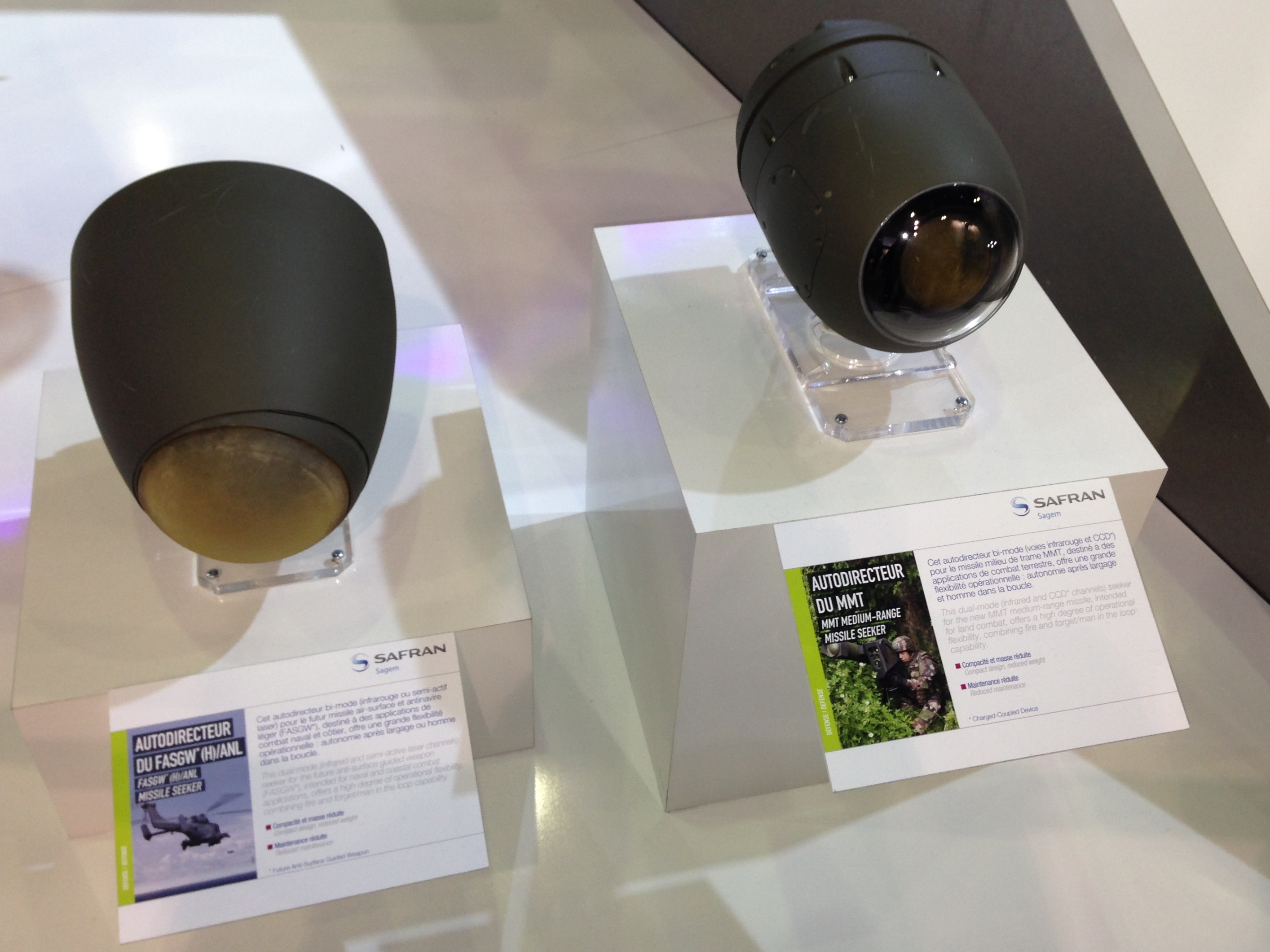
Autodirecteurs des missiles Anti-navire léger et Missile moyenne portée.